# Stradouň
Stradouň là một làng thuộc huyện Ústí nad Orlicí, vùng Pardubický, Cộng hòa Séc.